# 商丘市第一高级中学
商丘市第一高级中学是位于中国河南省商丘市的一所全日制高级中学，简称“商丘一高”。学校始建于1949年8月，是河南省最早确定的24所重点中学之一。2004年进入河南省首批示范性高中行列。

## 历史沿革
- 1999年，商丘市第一中学高中部与初中部分离，高中部搬迁至原商丘广播电视大学校址，组建商丘市第一高级中学。[2]
  - 初中部继续留在原址，并继续使用商丘市第一中学校名。
  - 商丘广播电视大学迁出后，参与组建商丘职业技术学院。
- 2018年8月26日，商丘市第一高级中学新校区落成，并于当年9月1日启用。[3]